# Gradimir Kreitmayer
Gradimir Kreitmayer, hrv. bh. arhitekt iz Tuzle. 
Projektirao je ove zgrade u Tuzli: Robna kuća Centrotekstil (s Dragutinom Krešićem), Komercijalna banka, Neurološko-fizijatrijska klinika,  zgrade u Dragodolu, rekonstrukcija Gradske česme, Naselje Zlokovac, 3 zgrade u Pašabunaru.
Član prve obnovljene skupštine Društva Hrvatski dom u Tuzli  te sudionik prve redovite sjednice Skupštine Društva, održane 30. studenoga 1993. godine u Kongresnoj dvorani hotela “Tuzla” u Tuzli.